# Karol Mladý
Karol Mladý (9. června 1916, Marok-Németh – 29. prosince 1944, Makov) byl československý voják a velitel výsadku Embassy.

## Mládí
Narodil se 9. června v Marok-Németu v Uhrách, dnešním Maďarsku. Otec Anton byl zemědělský dělník, matka Anežka, rozená Hrivnáková byla zemědělská dělnice. Měl tři bratry a sestru.
Po absolvování obecné školy v Nové Vsi nad Žitavou se vyučil truhlářem a zároveň studoval odbornou školu. Poté odešel do Čech, kde pracoval jako truhlář. Základní vojenskou službu nastoupil 1. října 1937 v Komárně. Z armády byl propuštěn 11. října 1939 v hodnosti desátníka.

## V exilu
29. února 1940 opustil Slovensko a přes Maďarsko se dostal do Jugoslávie, kde podepsal vstup do československé armády. 12. prosince 1940 byl zařazen do roty doprovodných zbraní 11. čs. praporu s níž se zúčastnil bojů na Středním východě. Na jaře 1942 prodělal malárii a od 15. října 1942 byl zařazen v Jeruzalémě jako telegrafista k čs. vojenské misi.
Do výcviku pro plnění zvláštních úkolů byl zařazen (již v hodnosti rotného) 16. května 1944. Parakurz a další speciální přípravu absolvoval v Bari v Itálii. V červenci 1944 byl jmenován velitelem výsadku Embassy.

## Nasazení
Společně s Grajzlem a Haríněm seskočili 21. prosince 1944 poblíž obce Prostějovičky. Skupina se nesešla. Postupoval společně s Haríněm. U Přerova byl 25. prosince zasažen do ramene při přestřelce s německou hlídkou. Přes zranění postupoval dál. 29. prosince 1944 byl při další přestřelce, tentokrát s gestapem smrtelně zraněn střelou do hlavy u obce Makov. V Makově byl pod cizím jménem tajně pohřben.

## Po válce
Dne 12. října 1945 bylo jeho tělo exhumováno a pohřbeno na hřbitově v Nové Vsi nad Žitavou. 17. července 1948 byl postupně povýšen do hodnosti podporučíka pěchoty v záloze.

## Vyznamenání
- 1945 -  Československý válečný kříž 1939
- 1945 -  druhý Československý válečný kříž 1939